# Persoonia lanceolata
Persoonia lanceolata (лат.)typus — кустарник, вид рода Персоония (Persoonia) семейства Протейные (Proteaceae), произрастающий в Новом Южном Уэльсе на востоке Австралии. Кустарник достигает 3 м в высоту, имеет гладкую серую кору и ярко-зелёную листву. Мелкие жёлтые цветки растут на кистях и появляются летом и осенью (с января по апрель). Зелёные мясистые плоды-костянки созревают следующей весной (с сентября по октябрь). В пределах рода персоония P. lanceolata принадлежит к группе lanceolata, состоящей из 58 близкородственных видов. Вид скрещивается с несколькими другими видами, обитающими в том же ареале.
Вид P. lanceolata обычно встречается в сухих склерофитовых лесах на песчаниковых почвах с недостатком питательных веществ. Адаптирован к пожароопасной среде: популяции, пострадавшие в ходе лесных пожаров, могут восстанавливаться за счёт семян, сохранившихся в земле. Всходы в основном прорастают через два года после пожара. Цветки опыляются несколькими видами местных пчёл из рода Leioproctus. Болотные валлаби являются основным потребителем фруктов вида, а семена распространяются с фекалиями валлаби. Продолжительность жизни P. lanceolata колеблется от 25 до 60 лет. Культивирование кустарника ограничено из-за трудностей в размножении.

## Ботаническое описание

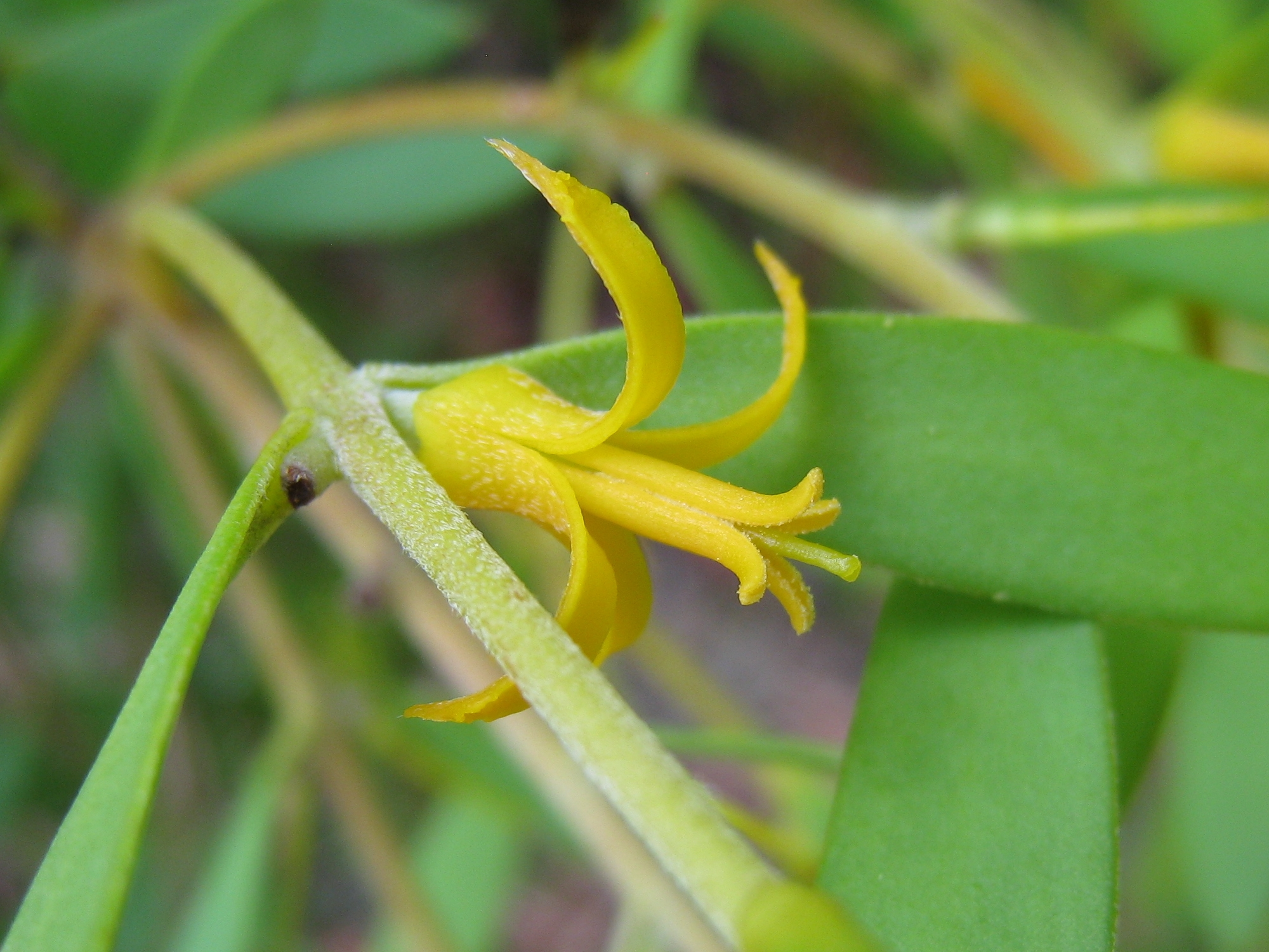
Цветок P. lanceolata

Persoonia lanceolata — кустарник высотой 0,5-3 м. Кора серая гладкая, молодые ветки опушённые. Толстые кожистые листья очередные, имеют продолговатую или обратнояйцевидную форму, 3—10 см в длину и около 0,4—3,2 см в ширину. Молодая листва опушённая, позже гладкая. Листья однотонные ярко-зелёного цвета иногда с желтоватым оттенком, обе поверхности одного цвета. Мелкоопушённые жёлтые цветки появляются в основном с января по апрель, но их можно встретить в любое время года. Цветки собраны в кисти; в соцветии может быть от 4 до 54 цветков. На цветоножке длиной 0,5 см цветки могут достигать 1 см и являются типичными для этого рода.
Отдельный цветок состоит из цилиндрического околоцветника, который разделяется на четыре сегмента, или листочков околоцветника, и содержит как мужские, так и женские части. Внутри центральный столбик окружён пыльником, который разделяется на четыре сегмента, загибающиеся назад и по форме напоминают крест, если смотреть сверху. Гладкие мясистые плоды-костянки зелёного цвета, более или менее круглые, размером 1 см на 0,8 см в диаметре. Содержат два семени, вес около 1,3 г и становятся частично красными, когда созревают и падают на землю следующей весной (с сентября по октябрь). После падения на землю плоды размягчаются и становятся тёмно-красными в течение двух-трёх недель, а затем сморщиваются и чернеют. Плоды съедобны, их используют в пищу местные аборигены.
Твёрдая кора и ланцетные листья P. lanceolata отличают его от P. levis, с которым его можно спутать; у последнего вида чешуйчатая кора и асимметричные листья.

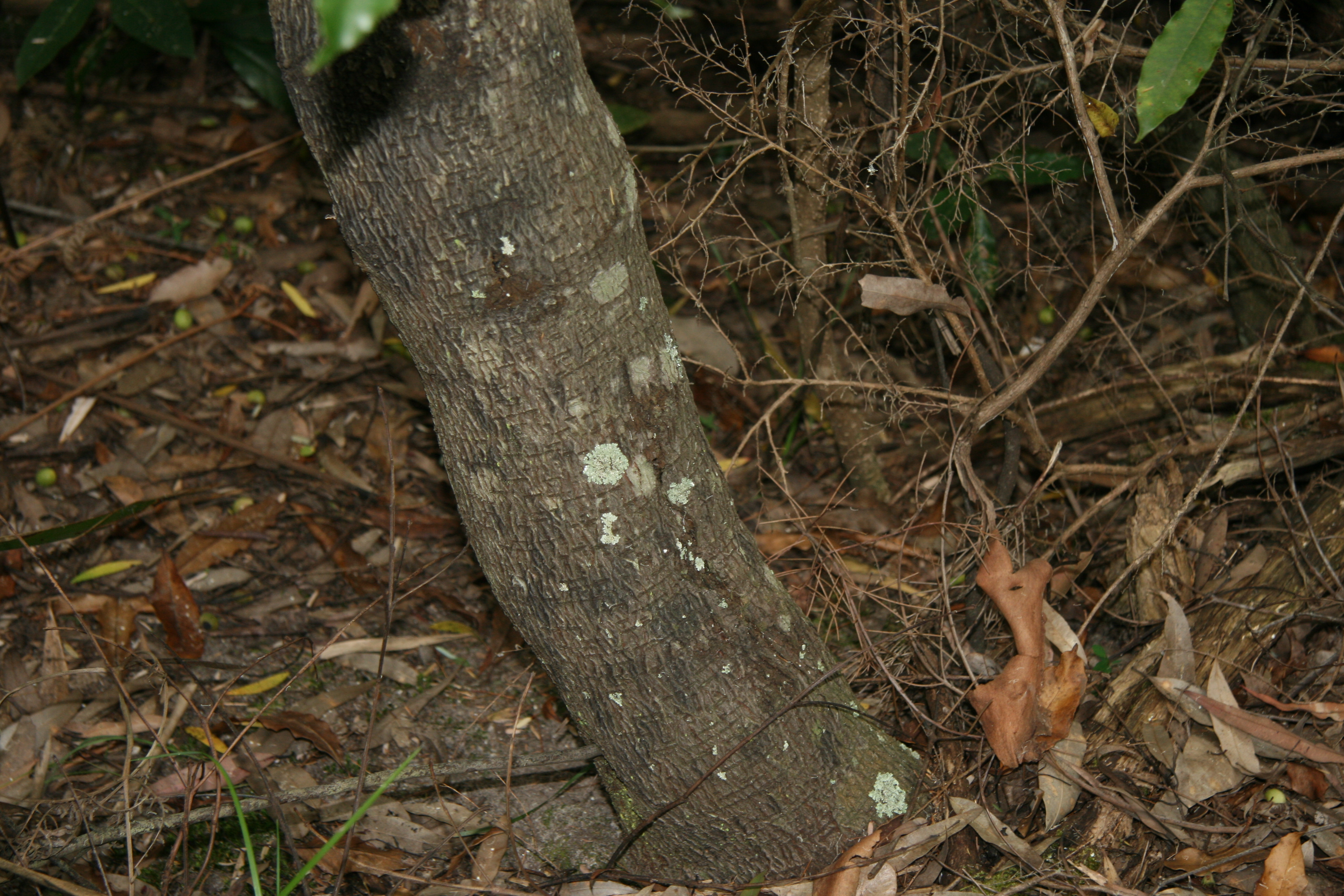
Ствол и кора
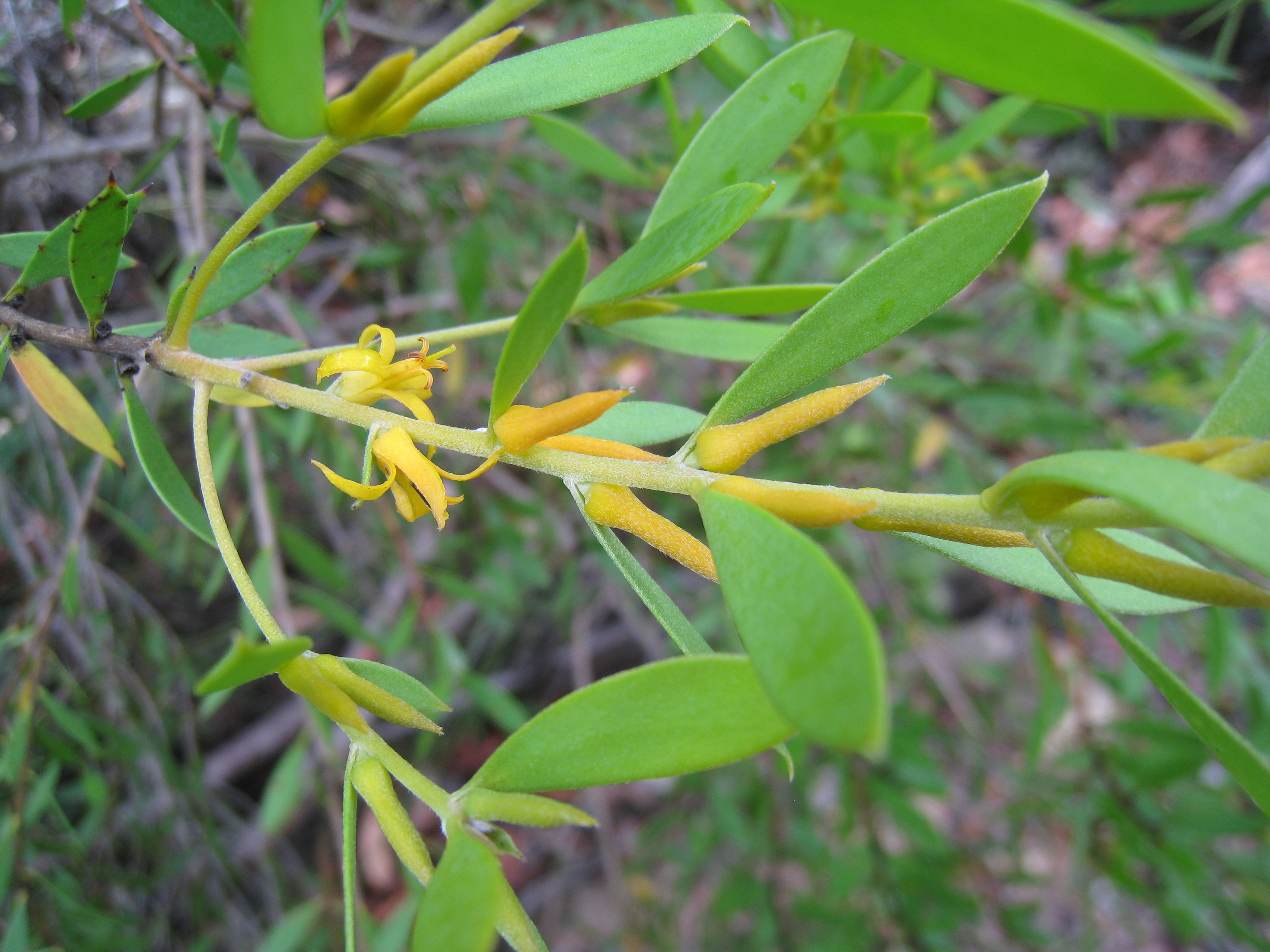
Цветущая ветвь
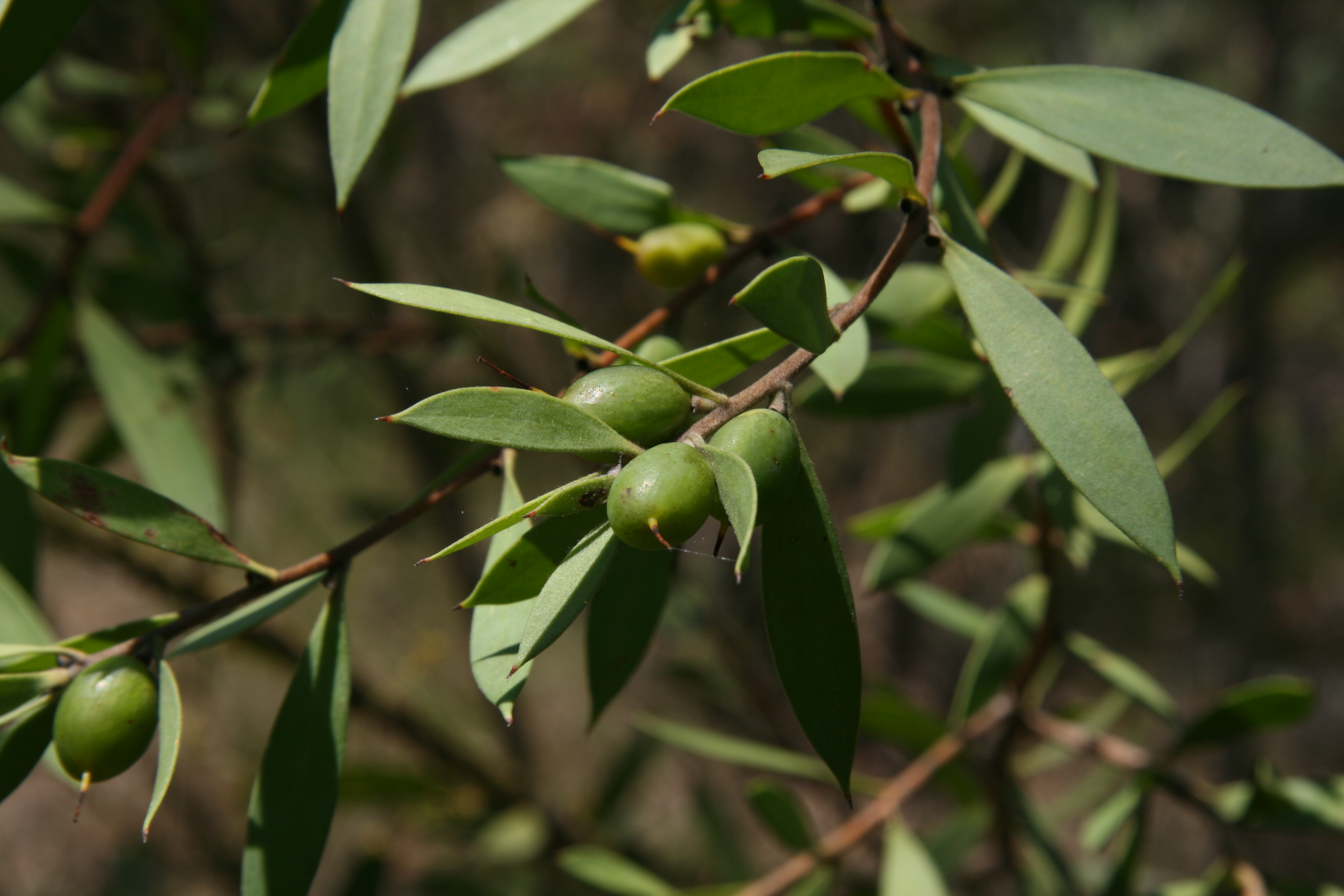
Плоды-костянки

## Таксономия

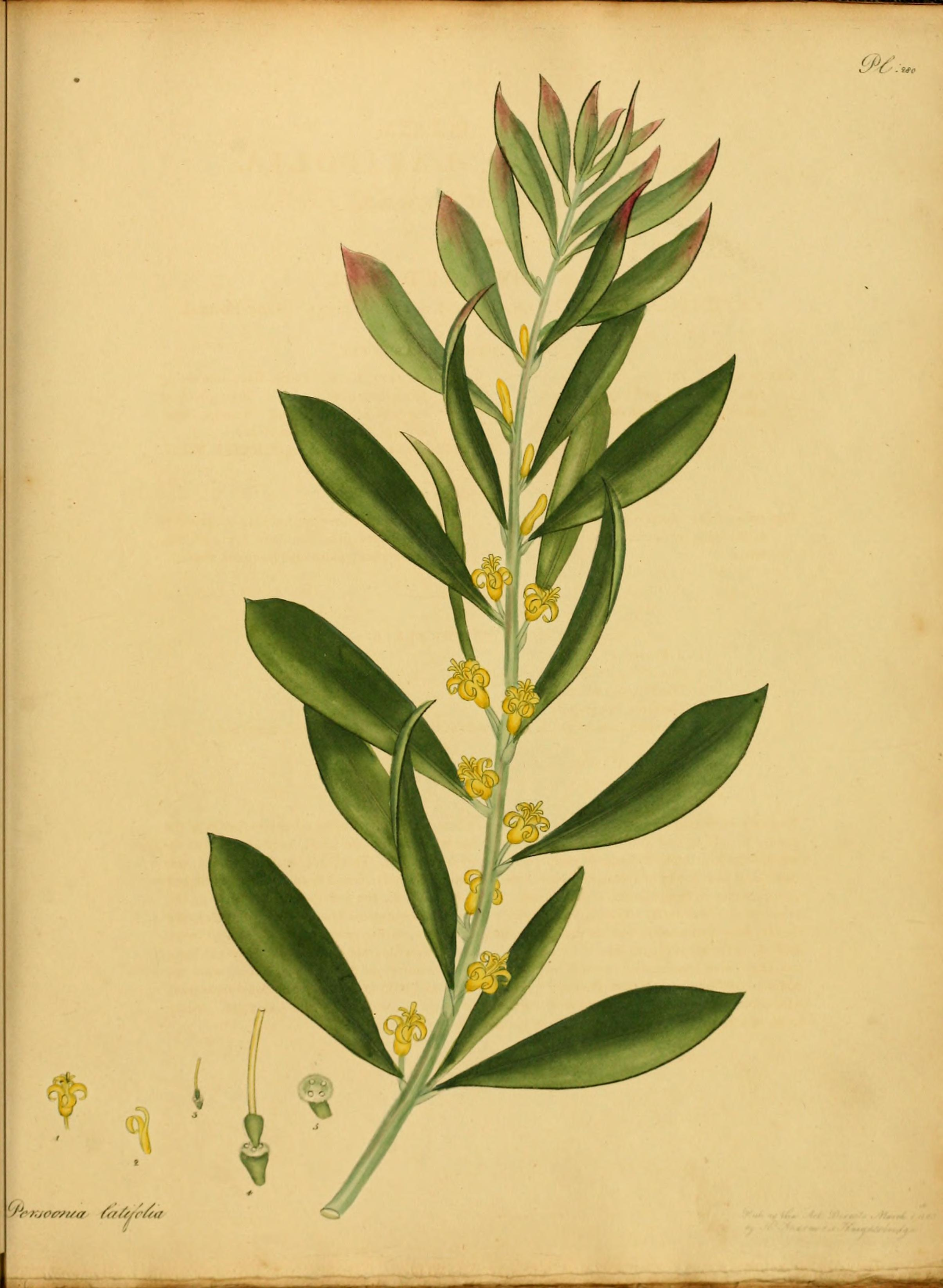
Иллюстрация Генри Эндрюса (1797)

Вид был описан в 1799 году Генри Кренком Эндрюсом на основе растения, выращенного из семян Л. Уилсоном в Ислингтоне. Эндрюс также описал некоторые растения, которые он вырастил из семян в питомнике в Хаммерсмите, такие как P. latifolia, которые оказались того же вида. Видовой эпитет — от латинского слова lanceolata, означающее «копьевидный», и относится к форме листьев. Немецкий ботаник Отто Кунце ввёл биномиальное название Linkia lanceolata в 1891 году из первоначального описания Антонио Хосе Каваниллесом рода Linkia, но в конечном итоге это название было отклонено в пользу Persoonia. Садовод Джозеф Найт описал этот вид как Persoonia ligustrina в своей спорной работе 1809 года «О выращивании растений, принадлежащих к естественному отряду Proteeae», но биномиальное название было объявлено незаконным, поскольку оно было опубликовано позже описания Эндрюса. Роберт Браун использовал имя Эндрюса в своей работе 1810 года «Prodromus Florae Novae Hollandiae et Insulae Van Diemen».
В 1870 году Джордж Бентам опубликовал первую внутриродовую организацию Persoonia в пятом томе своей знаменитой Flora Australiensis. Он разделил род на три секции, поместив P. lanceolata в P. sect. Amblyanthera. Род был рассмотрен австралийским ботаником Питером Уэстоном в серии Flora of Australia в 1995 году, а P. lanceolata дала название группе lanceolata, группе из 58 близкородственных видов с похожими цветами, но очень разной листвой. Эти виды часто скрещиваются друг с другом, где встречаются два члена группы. Были зарегистрированы гибриды P. lanceolata с P. katerae, P. levis, P. linearis, P. stradbrokensis и P. virgata. Сизолистный P. glaucescens ранее считался подвидом P. lanceolata, но не было зарегистрировано никаких промежуточных форм, где эти два таксона скрещиваются вместе около Хилл-Топа в Южном нагорье. P. lanceolata имеет семь хромосом, как и большинство других представителей этого рода, и они больше по сравнению с хромосомами других Протейных.

## Распространение и местообитание
Persoonia lanceolata — эндемик австралийского штата Новый Южный Уэльс. Встречается вдоль прибрежных районов Нового Южного Уэльса к востоку от Большого Водораздельного хребта, от залива Триал на среднем северном побережье до местечка Сассафрас в Национальном парке Мортон на юге. Среда обитания простирается до сухих склерофитовых лесов и пустошей на песчаниковых почвах с низким содержанием питательных веществ, особенно на вершинах хребтов и на склонах. В более защищённых местах растения часто выше, чем в открытых местах. Вид встречается на высотах до 700 м над уровнем моря, где годовое количество осадков в Сиднейском бассейне составляет 900—1400 мм. Этот вид считается достаточно охраняемым в районе Сиднея и встречается в национальных парках Боудди, Брисбейн-Уотер, Маррамарра, Ку-ринг-гаи-Чейз, Лейн-Коув, Сидней-Харбор и Камай-Ботани-Бэй. В эвкалиптовых пустошах вид растёт вместе с такими видами, как Banksia ericifolia, B. oblongifolia и Darwinia fascicularis. Также встречается в подлесках наряду с Lambertia formosa, Leptospermum trinervium, Daviesia corymbosa, Banksia serrata и B. ericifolia под такими деревьями, как Eucalyptus sclerophylla, E. piperita, E. sieberi, E. sparsifolia, E. punctata и Corymbia gummifera.

## Экология
Болотный валлаби питается опавшими плодами P. lanceolata и разносит семена. Полевое исследование в национальном парке Ку-ринг-гаи-Чейз показало, что 88 % семян в фекалиях всё ещё были жизнеспособными, хотя и находились в состоянии покоя. Рыже-серый валлаби питается фруктами растения и тоже, вероятно, служит распространителем семян. Животные могут переносить семена на один или два километра от места, где они кормились. Грызуны, такие как крыса Rattus fuscipes и чёрная крыса (Rattus rattus), поедают плоды, но разжёвывают семя, так что из их пищеварительной системы выходят только фрагменты. Фрукты также поедают лисы, кенгуру и крупные птицы, такие как карравонги.
Общественные пчёлы из рода Leioproctus, подрода Cladocerapis питаются и опыляют исключительно цветки многих видов персооний. Пчёлы подрода Filiglossa того же рода также питаются только на цветках персооний, но не являются эффективными опылителями. Зарегистрированные виды включают длинноязычных пчёл Leioproctus (Cladocerapis) carinatifrons, L. incanescens и L. speculiferus, а также Leioproctus filamentosa и виды Exoneura. Европейская медоносная пчела (Apis mellifera) часто посещает цветы, хотя её эффективность в качестве опылителя неясна. Persoonia lanceolata — облигатный ауткроссинг, то есть цветы необходимо опылять пыльцой других растений, и медоносные пчёлы чаще питаются разными цветами одного и того же растения, в отличие от местных видов пчёл, которые чаще питаются цветами одного вида, но посещают при этом разные растения. Это влияет на эффективное опыление местными пчёлами этого и других видов перссоний.
Заражение грибковыми видами Anthracostroma persooniae и Camarosporula persooniae приводит к болезни пятнистости листьев.
Популяции P. lanceolata, уничтоженные лесными пожарами, регенерируют через всходы выживших семян в почве. Исследование в Ку-ринг-гаи-Чейз показало, что всходы прорастали в течение двух лет после лесного пожара 1994 года, хотя некоторые из них появились и спустя шесть лет, причём прорастание не было связано с каким-либо конкретным сезоном. Для созревания растениям требуется шесть лет. Таким образом, более частые лесные пожары нарушают поддержание семенного банка в почве и, следовательно, подвергают опасности популяцию. Однако было зарегистрировано, что растения в национальном парке Лейн-Коув созревают через три года после особенно сильного лесного пожара. Что вызывает прорастание, неизвестно, и всходы также выросли на территориях, нарушенных добычей песка, иногда в более высоких концентрациях, чем до нарушения. Естественная продолжительность жизни растения составляет от 25 до 60 лет.

## Культивирование и использование
Persoonia lanceolata редко культивируется в основном из-за трудностей в размножении. Прорастание семян непредсказуемо, а размножение черенками оказалось сложным. Тем не менее, ярко-зелёный оттенок считается привлекательной особенностью в садоводстве. В саду P. lanceolata требует хорошо дренированные песчаные почвы на солнце или в полутени. После укоренения растение переносит умеренные морозы и засушливые периоды и довольно легко растёт в подходящих условиях. В 1791 году английские земледельцы смогли прорастить семена.
Фрукты этого вида персоонии употреблялись в пищу коренными жителями полуострова Бикрофт и были для них предпочтительнее плодов P. laurina.